# 21652 Vasishtha
21652 Vasishtha (1999 OQ2) là một tiểu hành tinh vành đai chính được phát hiện ngày 22 tháng 7 năm 1999 bởi Nhóm nghiên cứu tiểu hành tinh gần Trái Đất phòng thí nghiệm Lincoln ở Socorro.